# Sinagoga Meir Taweig
La Sinagoga Meir Taweig és l'única sinagoga segueix activa en la ciutat de Bagdad, la capital del país asiàtic de l'Iraq. En l'actualitat, un petit grup de jueus s'ocupa del temple. Aquesta sinagoga està situada en el districte d'Al-Bataween en l'est de Bagdad. La congregació pertany al moviment del judaisme ortodox. L'edifici fou construït en 1942.